# Žalostiná
Žalostiná je přírodní památka v katastrálním území obce Chvojnica v okrese Myjava v Trenčínském kraji na Slovensku. Území bylo vyhlášeno v roce 1994 a jeho rozloha je 2,12 hektaru. Předmětem ochrany je jedno z mála dochovaných sesuvných pramenišť v západní části Bílých Karpat. Na malé ploše sesuvné jámy se nachází pestrá mozaika biotopů s výskytem ohrožených druhů rostlin a živočichů.